# Umberto Eco
Umberto Eco OMRI (Alexandria, 5 de janeiro de 1932 — Milão, 19 de fevereiro de 2016) foi um escritor, filósofo, semiólogo, linguista e bibliófilo italiano de fama internacional. Foi titular da cadeira de Semiótica e diretor da Escola Superior de ciências humanas na Universidade de Bolonha. Ensinou temporariamente em Yale, na Universidade Columbia, em Harvard, Collège de France e Universidade de Toronto. Colaborador em diversos periódicos acadêmicos, dentre eles colunista da revista semanal italiana L'Espresso, na qual escreveu sobre uma infinidade de temas. Eco foi, ainda, notório escritor de romances, entre os quais O nome da rosa e O pêndulo de Foucault. Junto com o escritor e roteirista Jean-Claude Carrière, lançou em 2010 N’espérez pas vous débarrasser des livres (publicado em Portugal com o título A Obsessão do Fogo, e no Brasil como Não contem com o fim do livro).

## Biografia
Umberto Eco começou a sua carreira como filósofo sob a orientação de Luigi Pareyson, na Itália. Seus primeiros trabalhos dedicaram-se ao estudo da estética medieval, sobretudo aos textos de S. Tomás de Aquino. A tese principal defendida por Eco, nesses trabalhos, diz respeito à ideia de que esse grande filósofo e teólogo medieval, que, como os demais de seu tempo, é acusado de não empreender uma reflexão estética, trata, de um modo particular, da problemática do belo.
A partir da década de 1960, Eco lança se ao estudo das relações existentes entre a poética contemporânea e a pluralidade de significados. Seu principal estudo, nesse sentido, é a coletânea de ensaios intitulada Obra aberta (1962), que fundamenta o conceito de obra aberta, segundo o qual uma obra de arte amplia o universo semântico provável, lançando mão de jogos semióticos, a fim de repercutir nos seus intérpretes uma gama indeterminável porém não infinita de interpretações.
Ainda na década de 1960, Eco notabilizou-se pelos seus estudos acerca da cultura de massa, em especial os ensaios contidos no livro Apocalípticos e Integrados (1964), em que ele defende uma nova orientação nos estudos dos fenômenos da cultura de massa, criticando a postura apocalíptica daqueles que acreditam que a cultura de massa é a ruína dos "altos valores" artísticos — identificada com a Escola de Frankfurt, mas não necessariamente e totalmente devedora da Teoria Crítica — e, também, a postura dos integrados — identificada, na maioria das vezes, com a postura de Marshall McLuhan — para quem a cultura de massa é resultado da integração democrática das massas na sociedade.
A partir da década de 1970, Eco passa a tratar quase que exclusivamente da semiótica. Eco descobriu o termo "Semiótica" nos parágrafos finais do Ensaio sobre o Entendimento Humano (1690), de John Locke, ficando ligado à tradição anglo-saxônica da semiótica, e não à tradição da semiologia relacionada com o modelo linguístico de Ferdinand de Saussure. Pode-se dizer, inclusive, que a teoria de Eco acerca da obra aberta é dependente da noção peirciana de semiose ilimitada. Nesta concepção do "sentido", um texto será inteligível se o conjunto dos seus enunciados respeitar o saber associativo.
Ao longo da década, e atravessando a década de 1980, Eco escreve importantes textos nos quais procura definir os limites da pesquisa semiótica, bem como fornecer uma nova compreensão da disciplina, segundo pressupostos buscados em filósofos como Immanuel Kant e Charles Sanders Peirce. São notáveis a coletânea de ensaios As formas do conteúdo (1971) e o livro de grande fôlego Tratado geral de semiótica (1975). Nesses textos, Eco sustenta que o código que nos serve de base para criar e interpretar as mais diversas mensagens de qualquer subcódigo (a literatura, o subcódigo do trânsito, as artes plásticas etc.) deve ser comparado a uma estrutura rizomática pluridimensional que dispõe os diversos sememas (ou unidades culturais) numa cadeia de liames que os mantêm unidos.
Dessa forma, o Modelo Q (de Quillian) dispõe os sememas — as unidades mínimas de sentido — segundo uma lógica organizativa que, de certo modo, depende de uma pragmática. A sua noção de signo como enciclopédia é oriunda dessa concepção. Como consequência de seu interesse pela semiótica e em decorrência do seu anterior interesse pela estética, Eco, a partir de então, orienta seus trabalhos para o tema da cooperação interpretativa dos textos por parte dos leitores. Lector in fabula (1979) e Os limites da interpretação (1990) são marcos dessa produção, que tem como principal característica sustentar a ideia de que os textos são máquinas preguiçosas que necessitam a todo o momento da cooperação dos leitores. Dessa forma, Eco procura compreender quais são os aspectos mais relevantes que atuam durante a atividade interpretativa dos leitores, observando os mecanismos que engendram a cooperação interpretativa, ou seja, o "preenchimento" de sentido que o leitor faz do texto, procurando, ao mesmo tempo, definir os limites interpretativos a serem respeitados e os horizontes de expectativas gerados pelo próprio texto, em confronto com o contexto em que se insere o leitor.
Além dessa carreira universitária, Eco ainda escreveu cinco romances, aclamados pela crítica e que o colocaram numa posição de destaque no cenário acadêmico e literário, uma vez que é um dos poucos autores que conciliam o trabalho teórico-crítico com produções artísticas, exercendo influência considerável nos dois âmbitos.
Umberto morreu de câncer no pâncreas em sua casa, em Milão, na noite de 19 de fevereiro de 2016.

## Obra
Os mundos possíveis são um conceito de Umberto Eco, que vem de pesquisas sobre lógica por Pavel e Van Dijk. Eco define como mundo possível "um estado de coisas que é expressa por um conjunto de propostas que é, para cada proposta, ou ‘p ou não-p '." Em outras palavras, um mundo possível é o trabalho de indivíduos que carregam com eles um conjunto de propriedades que não apenas se resumem a características estáticas ou traços de personalidade, mas também podem ser ações. Os mundos possíveis dependem de uma instância narrativa que cria uma unidade e uma coesão entre os vários elementos do mundo possível. A literatura é "terapêutica" para Eco por permitir escapar do mundo real e de suas ansiedades e descontinuidade. Esta é também a função dos mitos segundo Levi-Strauss, que os define como uma maneira de colocar um pouco de ordem em variadas experiências de vida. Eco avança, então, a noção de texto como uma máquina "preguiçosa". Para este conceito, ele faz o leitor entender que a leitura é uma atividade criativa e que o leitor é um agente ativo do texto. Este jogador envolvido no texto é o que Eco chama um “leitor modelo”.  Ou seja, um agente capaz de atualizar as propostas dos textos, a fim de compreender todo o potencial dos mesmos. Wolfgang Iser já havia desenvolvido esta ideia de um leitor modelo com o conceito de “leitor implícito”.

### Romances de Umberto Eco
| Nº série | Título original | Título em Português                                            | Tradução                                                           | Ano  | Editora                                                               |
| -------- | --- | -------------------------------------------------------------- | ------------------------------------------------------------------ | ---- | --------------------------------------------------------------------- |
| 01       | Il nome della rosa (Prêmio Médicis, livro estrangeiro na França); adaptação cinematográfica de Jean-Jacques Annaud, com Sean Connery e Christian Slater nos papéis principais; | O Nome da Rosa                                                 | Aurora Fornoni Bernardini e Homero Freitas de Andrade; Ivo Barroso | 1980 | Record, Folha de S.Paulo, Nova Fronteira, Círculo do livro, BestBolso |
| 02       | Il pendolo di Foucault | O Pêndulo de Foucault (livro)                                  | Ivo Barroso                                                        | 1988 | Record, BestBolso                                                     |
| 03       | L'isola del giorno prima | Brasil: A Ilha do Dia Anterior / Portugal: A Ilha do Dia Antes | Marco Lucchesi                                                     | 1994 | Record, BestBolso, Círculo do livro                                   |
| 04       | Baudolino | Baudolino                                                      | Marco Lucchesi                                                     | 2000 | Record                                                                |
| 05       | La misteriosa fiamma della regina Loana | A Misteriosa Chama da Rainha Loana                             | Eliana Aguiar                                                      | 2004 | Record                                                                |
| 06       | Il cimitero di Praga | O Cemitério de Praga                                           | Joana Angélica d'Avila Melo                                        | 2011 | Record                                                                |
| 07       | Numero zero | Número Zero                                                    | Ivone Benedetti                                                    | 2015 | Record                                                                |

### Infanto juvenis de Umberto Eco
| Nº série | Título original                                                         | Título em Português                                                                                  | Tradução                          | Ano   | Editora                |
| -------- | ----------------------------------------------------------------------- | --- | --------------------------------- | ----- | ---------------------- |
| 01       | La bomba e il generale, ilustrações de Eugenio Carmi, Milano, Bompiani, | A bomba e o general                                                                                  | Liliana Iacocca e Michele Iacocca | 1966. | Ática                  |
| 02       | I tre cosmonauti, ilustrações de Eugenio Carmi                          | Os três astronautas                                                                                  | Liliana Iacocca e Michele Iacocca | 1966. | Ática                  |
| 03       | Ammazza l'uccellino, come Dedalus, ilustrações de Monica Sangberg       | |                                   | 1973  |                        |
| 04       | Gli gnomi di Gnu, ilustrações de Eugenio Carmi                          | Os gnomos de Gnu                                                                                     | Liliana Iacocca e Michele Iacocca | 1992  | Ática                  |
| 05       | Tre racconti                                                            | Três contos                                                                                          |                                   | 2004  | Berlendis & Vertecchia |
| 06       | La storia de "I promessi sposi"                                         | A história de Os noivos Alessandro Manzoni; contada por Umberto Eco ; ilustrada por Marco Lorenzetti | Eliana Aguiar                     | 2010  | Galera Record          |

### Ensaios de Umberto Eco
Obras nas áreas de filosofia, semiótica, linguística, estética traduzidas para a língua portuguesa:
| Nº série | Título original | Título em Português                                                             | Tradução | Ano                                                           | Editora                                          |
| -------- | --- | ------------------------------------------------------------------------------- | --- | ------------------------------------------------------------- | ------------------------------------------------ |
| 01       | Opera aperta | Obra aberta: forma e indeterminação nas poéticas contemporâneas                 | Giovanni Cutolo                                                                                              | 1962                                                          | Perspectiva                                      |
| 02       | Diário mínimo | Diário mínimo : uma coletânea de excelentes divertimentos e paródias literárias | tradução de Diário mínimo: Joana Angélica D'Avila Melo, tradução de O segundo diário mínimo: Sergio Flaksman | 1963                                                          | Record                                           |
| 03       | Apocalittici e integrati | Apocalípticos e Integrados                                                      | Pérola de Carvalho                                                                                           | 1964                                                          | Perspectiva                                      |
| 04       | La definizione dell'arte | A definição da arte                                                             | Eliana Aguiar                                                                                                | 1968                                                          | Record                                           |
| 05       | La struttura assente | A estrutura ausente                                                             | Pérola de Carvalho                                                                                           | 1968                                                          | EdUSP : Perspectiva                              |
| 06       | Forme del contenuto | As formas do conteúdo                                                           | Pérola de Carvalho                                                                                           | 1971                                                          | Perspectiva/Ed. USP                              |
| 07       | I pampini bugiardi. Indagine sui libri al di sopra di ogni sospetto: i testi delle scuole elementari                             | Mentiras que parecem verdades                                                   | Giacomina Faldini                                                                                            | 1972 (coautoria de Marisa Bonazzi)                            | Summus                                           |
| 08       | Trattato di semiotica generale                                                                                                   | Tratado geral de semiótica                                                      | Antônio de Pádua Danesi e Gilson Cesar Cardoso de Souza                                                      | 1975                                                          | Perspectiva                                      |
| 09       | Il Superuomo di massa | O super-homem de massa                                                          | Pérola de Carvalho                                                                                           | 1976                                                          | Perspectiva                                      |
| 10       | Lector in fábula |                                                                                 | | 1979                                                          |                                                  |
| 11       | A semiotic Landscape. Panorama sémiotique. Proceedings of the Ist Congress of the International Association for Semiotic Studies |                                                                                 | | 1979 (coautoria de Seymour Chatman e Jean-Marie Klinkenberg). |                                                  |
| 12       | Viaggio nella irrealita quotidiana                                                                                               | Viagem na irrealidade cotidiana                                                 | Aurora Fornoni Bernardini e Homero Freitas de Andrade                                                        | 1983                                                          | Nova Fronteira                                   |
| 13       | Postille al nome della rosa | Pos-escrito a O nome da Rosa                                                    | Letizia Zini Antunes e Alvaro Lorencini                                                                      | 1983                                                          | Nova Fronteira                                   |
| 14       | | O conceito de texto                                                             | Carla de Queiroz                                                                                             | 1984                                                          | Biblioteca Universitária de Língua e Linguística |
| 15       | Semiotica e filosofia del linguaggio                                                                                             | Semiótica e filosofia da linguagem                                              | Mariarosaria Fabris e Jose Luiz Fiorin                                                                       | 1984                                                          | Ática                                            |
| 16       | Sugli specchi e altri saggi | Sobre os espelhos e outros ensaios                                              | Beatriz Borges                                                                                               | 1985                                                          | Nova Fronteira                                   |
| 17       | Arte e belezza nell'estetica medievale                                                                                           | Arte e beleza na estética medieval                                              | Mario Sabino                                                                                                 | 1987                                                          | Record                                           |
| 18       | I limiti dell'interpretazione | Os limites da interpretação                                                     | Pérola de Carvalho                                                                                           | 1990                                                          | Perapectiva                                      |
| 19       | The Sign of three | O signo de três                                                                 | Silvana Garcia                                                                                               | 1991* (coautoria de Thomas A. Sebeok)                         | Perspectiva                                      |
| 20       | Il secondo diario minimo | Segundo diário mínimo                                                           | Sergio Flaskman                                                                                              | 1992                                                          | Record                                           |
| 21       | Interpretation and overinterpretation                                                                                            | Interpretação e superinterpretação                                              | | 1992                                                          | WMF Martins Fontes                               |
| 22       | La memoria vegetale | A memória vegetal e outros escritos sobre bibliofilia                           | Joana Angélica D'Ávila                                                                                       | 1992                                                          | Record                                           |
| 23       | Six Walks in the Fictional Woods                                                                                                 | Seis passeios pelos bosques da ficção                                           | Hildegard Feist                                                                                              | 1994                                                          | Companhia das Letras                             |
| 24       | Como se fa una tesi de laurea | Como se faz uma tese                                                            | Gilson Cesar Cardoso de Souza                                                                                | 1995*                                                         | Perspectiva                                      |
| 25       | Kant e l'ornitorinco | Kant e o ornitorrinco                                                           | Ana Thereza B. Vieira                                                                                        | 1997                                                          | Record                                           |
| 26       | Cinque scritti morali | Cinco escritos morais                                                           | Eliana Aguiar                                                                                                | 1997                                                          | Record                                           |
| 27       | Tra menzogna e ironia | Entre a mentira e a ironia                                                      | Eliane Aguiar                                                                                                | 1998                                                          | Record                                           |
| 28       | In cosa crede chi non crede? | Em que creem os que não creem?                                                  | Eliana Aguiar                                                                                                | 1999* (coautoria de Carlo Maria Martini)                      | Record                                           |
| 29       | La ricerca della lingua perfetta nella cultura europea                                                                           | A busca da língua perfeita: na cultura européia                                 | Antonio Angonese                                                                                             | 2001                                                          | EdUSC                                            |
| 30       | Sulla letteratura | Sobre a literatura                                                              | Eliana Aguiar                                                                                                | 2002                                                          | Record                                           |
| 31       | Dire quasi la stessa cosa. Esperienze di traduzion                                                                               | Quase a mesma coisa                                                             | Eliana Aguiar                                                                                                | 2003                                                          | Record                                           |
| 32       | Storia della bellezza (orgazinação)                                                                                              | História da beleza                                                              | Eliana Aguiar                                                                                                | 2004                                                          | Record                                           |
| 33       | La production des signes |                                                                                 | | 2005 em francês)                                              |                                                  |
| 34       | Le signe |                                                                                 | | 2005; em francês)                                             |                                                  |
| 35       | Storia della Brutezza | História do feio (Port.) ou História da Feiura                                  | Eliana Aguiar                                                                                                | 2007                                                          | Record                                           |
| 36       | Dall'albero al labirinto | Da Árvore ao Labirinto                                                          | Maurício Santana Dias                                                                                        | 2007                                                          | Record                                           |
| 37       | 'Vertigine della lista | A vertigem das listas                                                           | Eliana Aguiar                                                                                                | 2009                                                          | Record                                           |
| 38       | N'espérez pas vous débarrasser des livres                                                                                        | Não contem com o fim do livro                                                   | André Telles                                                                                                 | 2010* (co-autoria de Jean-Claude Carrière)                    | Record                                           |
| 39       | Confessions of a Young Novelist                                                                                                  | Confissões de um jovem romancista                                               | Clóvis Marques, Marcelo Pen                                                                                  | 2011                                                          | Record, Cosac Naify                              |
| 40       | Storia delle terre e dei luoghi leggendari                                                                                       | História das Terras e Lugares Lendários                                         | Eliana Aguiar                                                                                                | 2013                                                          | Record                                           |
| 41       | Pape Satàn aleppe: cronache di una società liquida                                                                               | Pape Satàn aleppe: Crônicas de uma sociedade líquida                            | Eliana Aguiar                                                                                                | 2017                                                          | Record                                           |
| 42       | Sulle spalle dei giganti | Nos ombros dos gigantes : escritos para La Milanesiana, 2001-2015               | Eliana Aguiar                                                                                                | 2017                                                          | Record                                           |
| 43       | Il fascismo eterno | O fascismo eterno                                                               | Eliana Aguiar                                                                                                | 2018                                                          | Record                                           |